# Moulès-et-Baucels
Moulès-et-Baucels (okzitanisch Molés e Baucèls) ist eine französische Gemeinde mit 855 Einwohnern (Stand: 1. Januar 2022) im Département Hérault in der Region Okzitanien. Sie gehört zum Arrondissement Lodève und zum Kanton Lodève. Die Einwohner werden Moucelois bzw. Baucelois genannt.

## Lage
Die Gemeinde Moulès-et-Baucels grenzt an das Département Gard und ist die nördlichste Gemeinde des Départements Hérault. Sie liegt etwa 39 Kilometer nordnordwestlich von Montpellier in den südlichen Ausläufern der Cevennen. Umgeben wird Moulès-et-Baucels von den Nachbargemeinden Sumène im Norden, La Cadière-et-Cambo im Osten, Montoulieu im Südosten, Saint-Bauzille-de-Putois und Laroque im Süden sowie Ganges im Westen.

## Bevölkerungsentwicklung
| Jahr                       | 1962 | 1968 | 1975 | 1982 | 1990 | 1999 | 2009 | 2020 |
| Einwohner                  | 65   | 77   | 128  | 190  | 297  | 598  | 843  | 861  |
| Quellen: Cassini und INSEE |      |      |      |      |      |      |      |      |

## Sehenswürdigkeiten
- Menhire von Ginestous
- romanische Kirche Saint-Jean-Baptiste aus dem 12. Jahrhundert

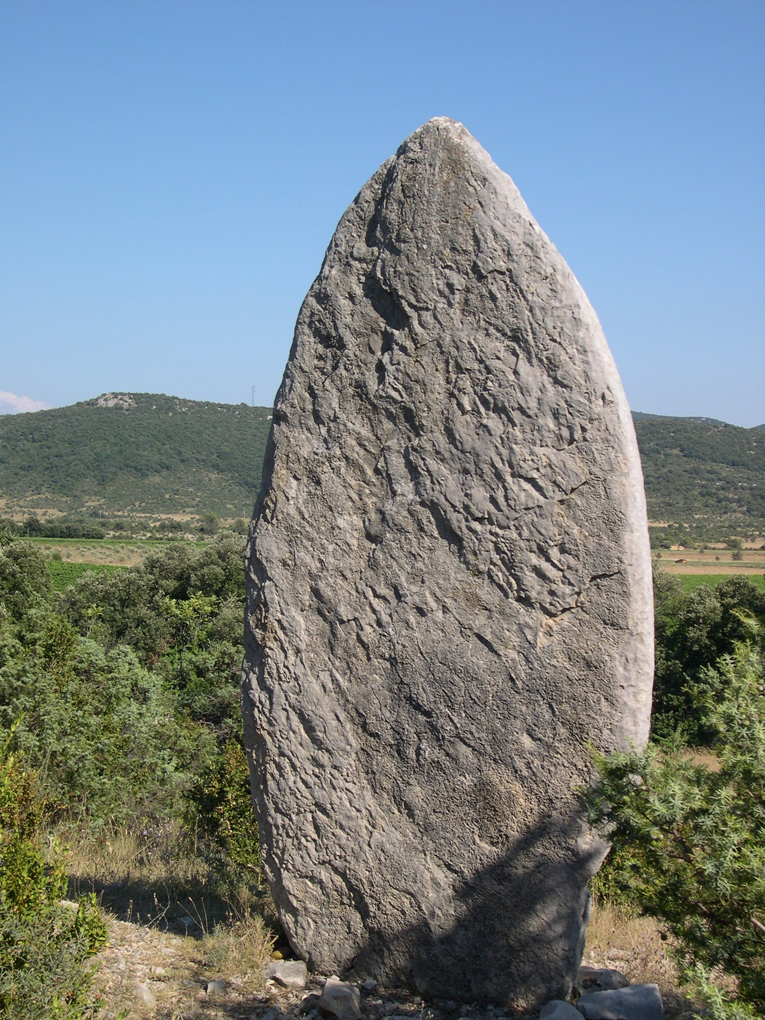
Menhir Le Ginestous
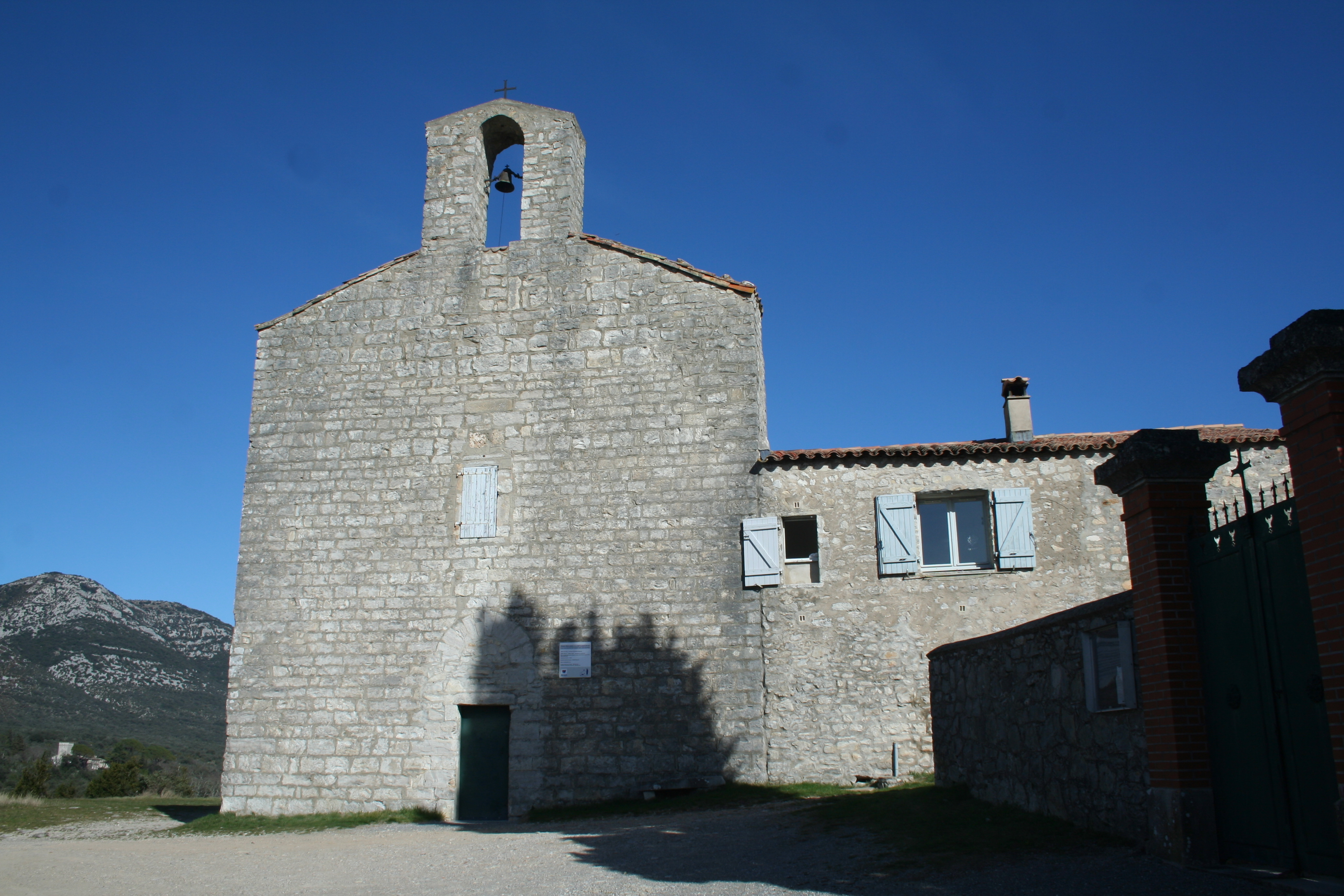
Kirche Saint-Jean-Baptiste
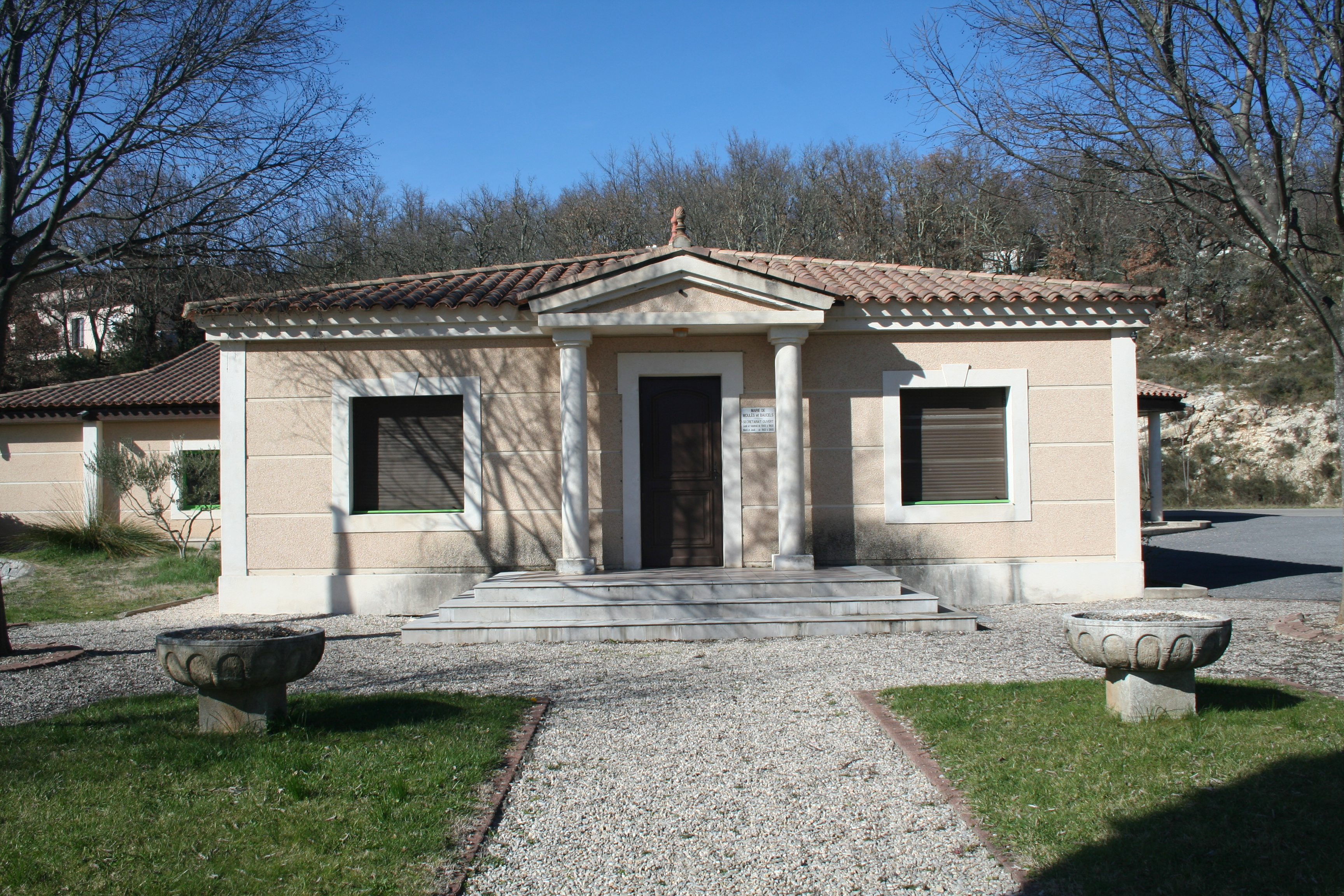
Rathaus (Mairie) von Moulès-et-Baucels